# Мокриці
Мокри́ці (лат. Oniscidea) — підряд рівноногих ракоподібних, що містить близько 3000 видів із жорстким екзоскелетом та 14 з'єднаними члениками тіла.

## Зовнішній вигляд
Тіло овальне, зверху опукле, перша пара вусиків недорозвинена і дуже мала, друга сильно розвинена. Очі з боків голови; верхні щелепи позбавлені щупалець. Першого грудного членика здебільшого охоплюють голову з боків, 7-ю має ззаду глибоку вирізку; усі 7 пар грудних ніг однакової будови і пристосовані для ходьби. Усі членики черевця вільні; п'ять перших пар черевних ніг прикривають один одного черепицеподібно; внутрішня гілка їх грає роль зябер, зовнішня, — кришки; тверда зовнішня гілка першої пари укладає повітряні порожнини, що відкриваються назовні, — органи повітряного дихання; 6 пара черевних ніг обернена назад і видається в проміжку між 5 і 6 черевним члеником.
Найзвичайніші представники підряду відносяться до родів Oniscus і Porcellio. Їх тіло овальне, декілька більш звужене до задньої частини, лоб із трьома лопатями, зовнішні вусики завдовжки майже рівні половині тіла, 3, 4 і 5 членики черевця з довгими направленими назад бічними виростами.
У деяких видів на пластинках спини видно узори, схожі на східні ієрогліфи.

## Спосіб життя
Представники цієї групи живуть на суші (хоча деякі й тримаються переважно біля берегів прісних або солоних вод) здебільшого у вологих місцях: під каменями, під лежачим на землі деревом, в льохах тощо. Вдень вони ховаються і виходять на пошуки їжі увечері або вночі. Харчуються рослинами, частково такими, що розкладаються, частково живими і можуть іноді завдавати деякої шкоди городнім рослинам (але разом з тим вони поїдають і шкідливі рослини).
У разі небезпеки (наприклад якщо покласти їх на долоню), мокриці деяких родів, наприклад Armadillidium, згортаються в клубок, нагадуючи мініатюрний кавун.

## Розмноження
Репродуктивна система мокриць демонструє надзвичайно дивні особливості. Незапліднені самки мають на черевній стороні 5 грудного сегмента пару отворів, що ведуть до сім'яприймачів, які звернені до яйцепроводів сліпим кінцем. При заплідненні (у квітні або травні) приймачі наповнюються сім'ям; через деякий час вони лопаються на внутрішньому кінці, і сім'я поступає в яйцепроводи. Услід за тим самка линяє і значно змінюється: парні статеві отвори 5 членика закриваються, а замість них утворюється непарний щілеподібний отвір на межі між 5 і 6 члениками; на 5 перших парах ніг біля основи утворюються пластинки, що складають виводкову камеру. Сім'я проникає потім в яєчник, і запліднені яйця виходять через згаданий непарний отвір у виводкову камеру, де і проходять розвиток. Частина сім'я залишається неспожитою і запліднює нову кладку, що поступає в сумку після того, як покоління, що вивелося в ній, залишить її. Коли і нове покоління розвинеться і покине сумку, самка знову скидає шкірку і з'являється після линяння в первинному вигляді.